# Tour Mataguerre
La tour Mataguerre est une tour de fortification française datant du XIIIe siècle située à Périgueux, dans le département de la Dordogne, en région Nouvelle-Aquitaine.
Elle fait l'objet d'une protection au titre des monuments historiques.
Elle est accessible en visite.

## Localisation
La tour Mataguerre se  situe en Périgord central, rue de la Bride, dans le centre-ville et le secteur sauvegardé de Périgueux, face à l'office de tourisme de la ville, à l'angle de la place Francheville et du cours Fénelon.

## Historique
Datant du XIIIe siècle, la tour Mataguerre est un des derniers vestiges du rempart de l'enceinte médiévale qui protégeait le « Puy Saint-Front », noyau urbain qui allait devenir le centre-ville de Périgueux.
Elle est entièrement rebâtie au XVe siècle. De 1622 à 1831, elle sert d'entrepôt pour la poudre.
Délabrée, sa toiture de forme conique est supprimée en 1807.
La tour est classée au titre des monuments historiques par la liste de 1840.

## Architecture
Construite sur le rocher, elle est de forme circulaire, avec une base plus évasée que le corps principal. Elle est couronnée de mâchicoulis et comporte des archères.

## Tourisme
Ouverte à la visite, ses murs renferment diverses armes médiévales. Du chemin de ronde situé à son sommet, on a une vue étendue sur les toits de la ville. Une table d'orientation facilite l'identification des principaux bâtiments.

## Galerie

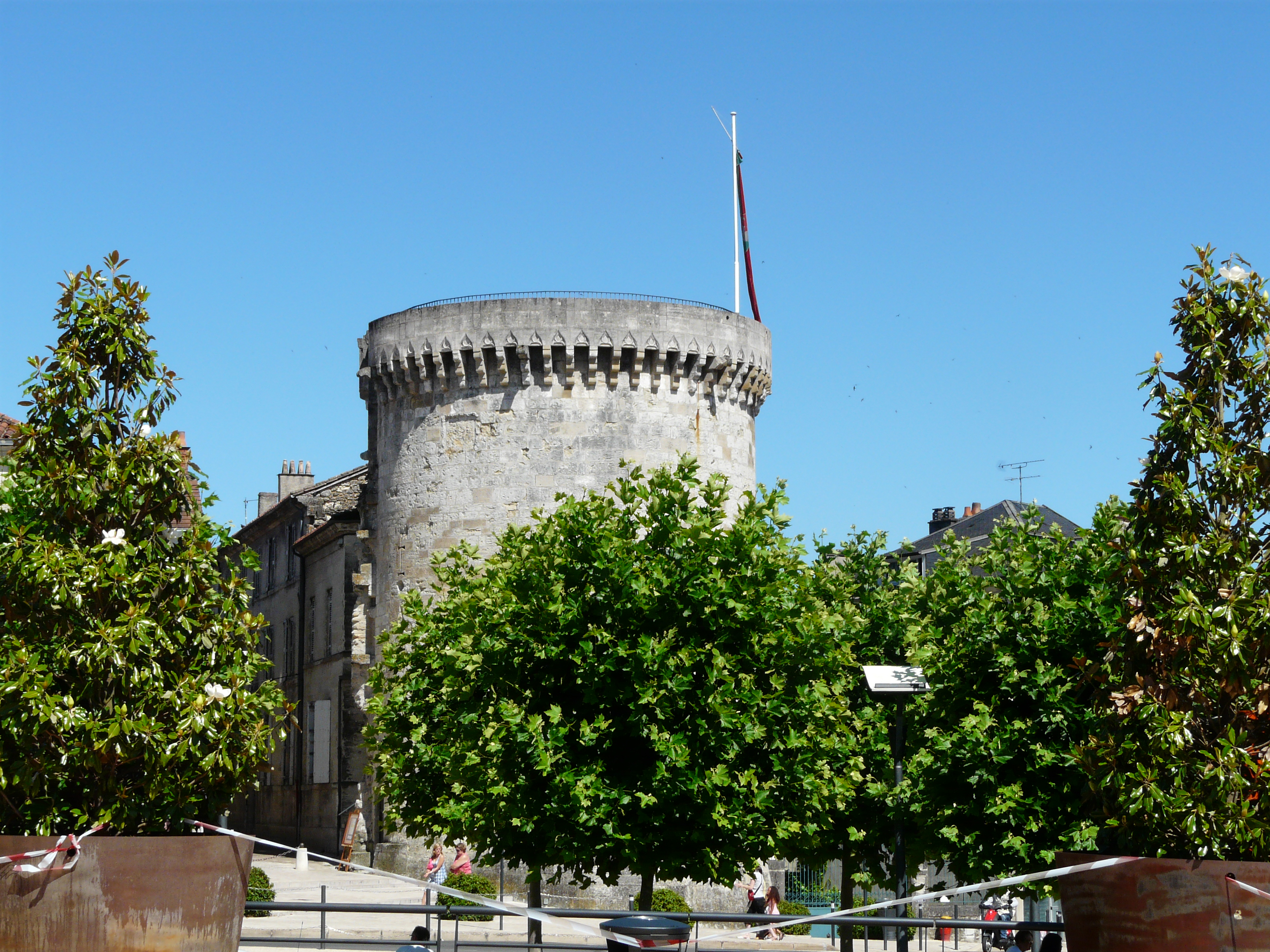
La tour.
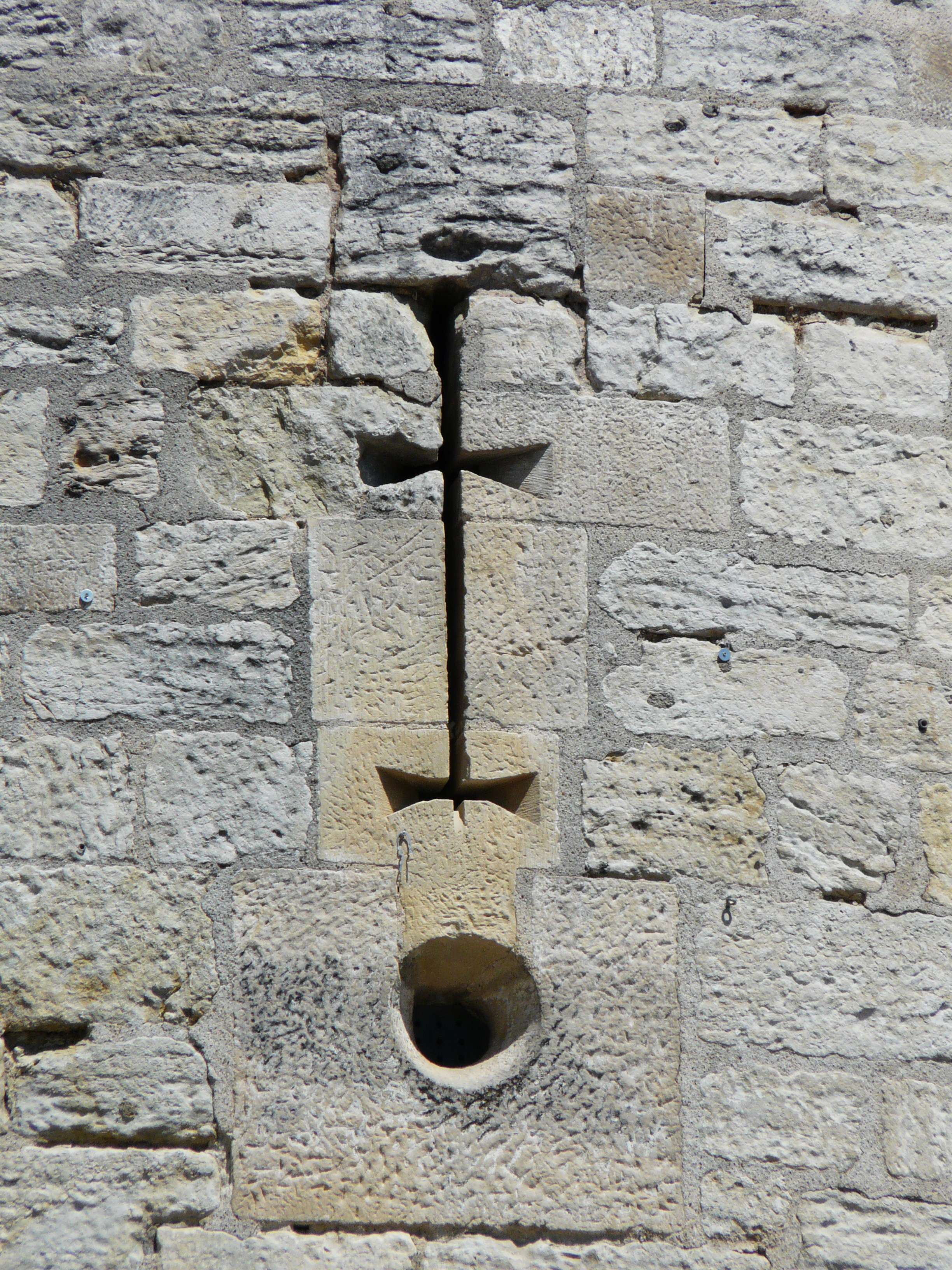
Une archère.
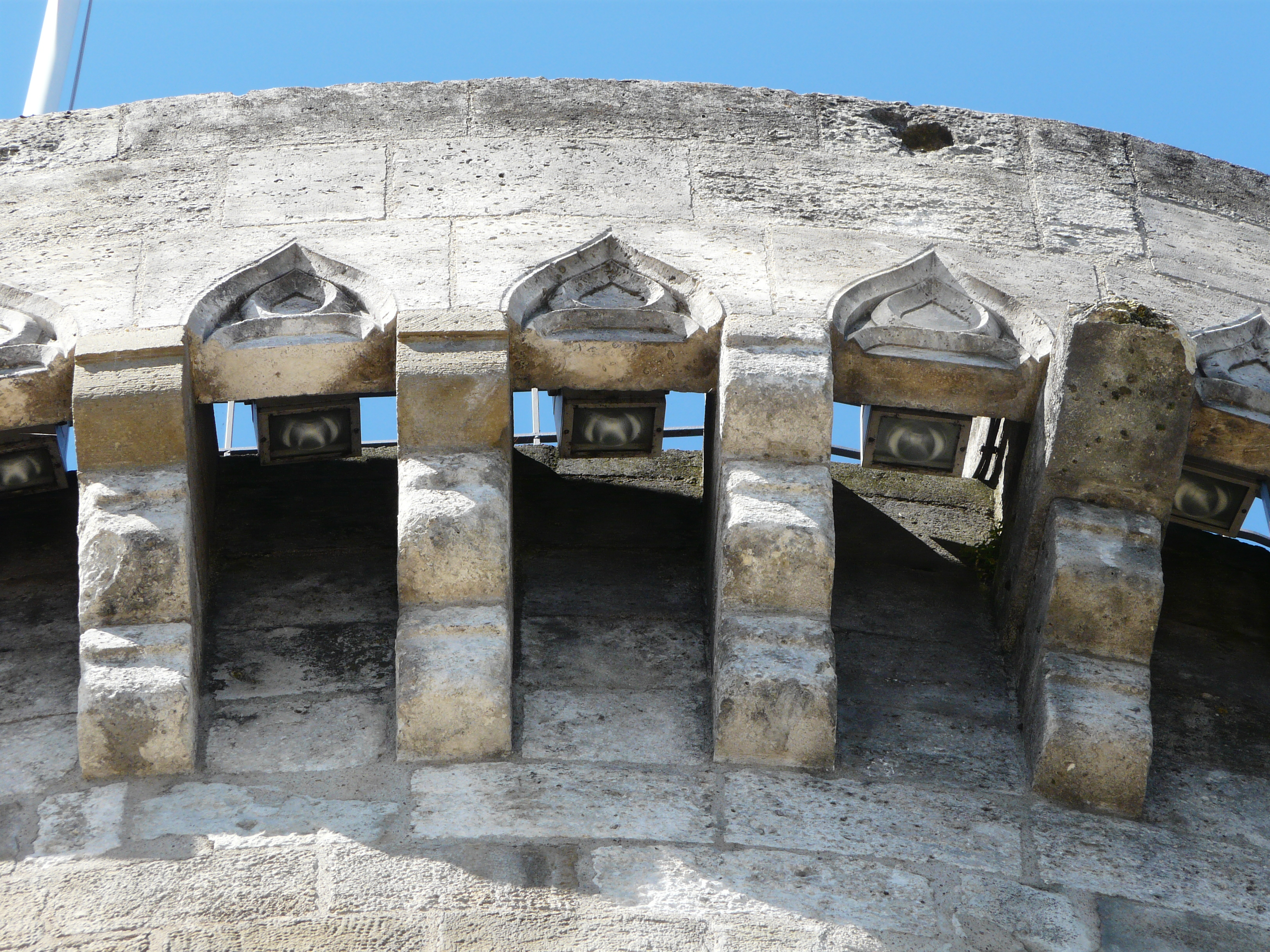
détail des mâchicoulis.
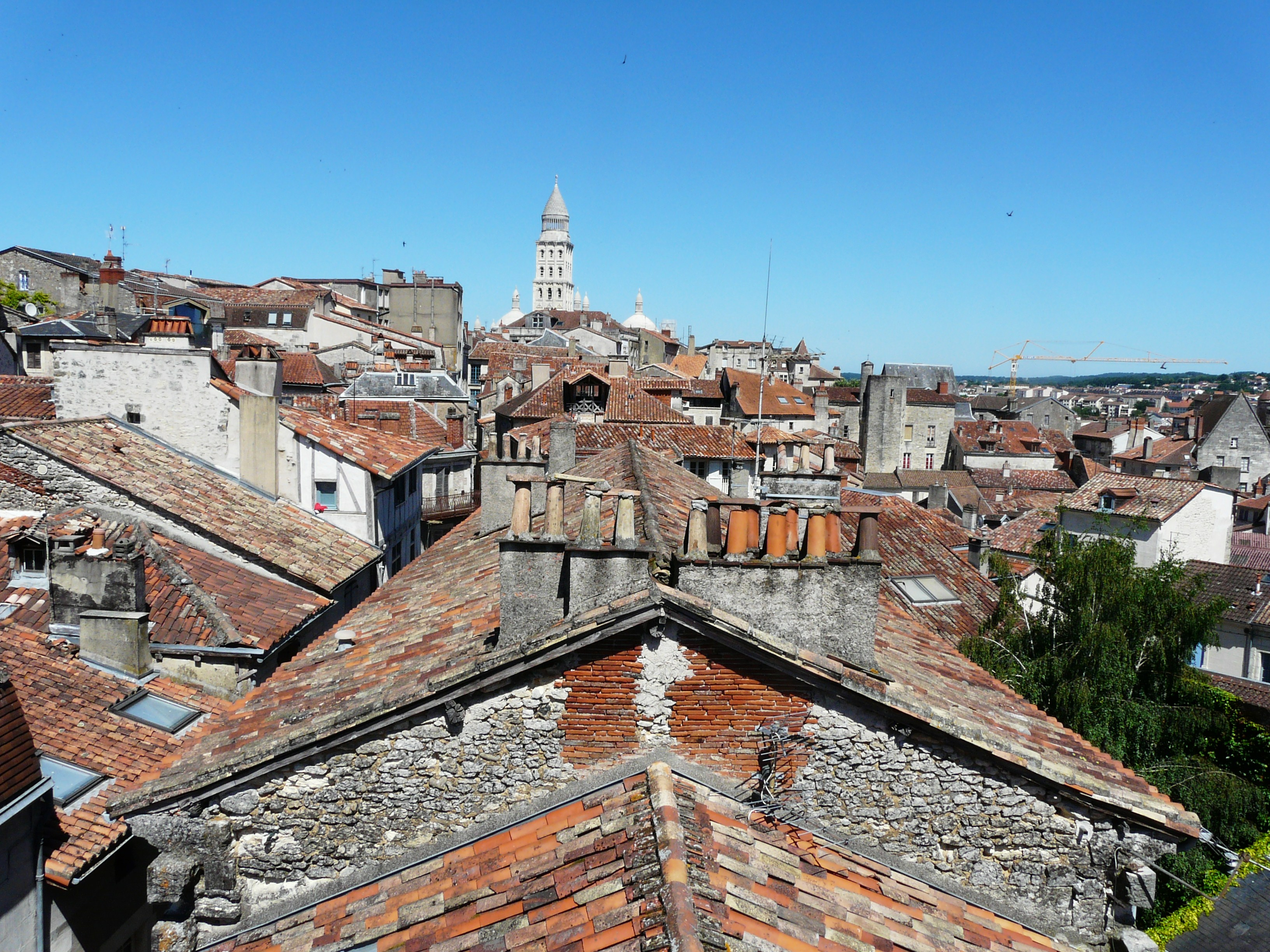
Les toits de la ville vus depuis la tour.